# Hettebreen
Der Hettebreen (norwegisch für Mützengletscher) ist ein 10 km langer Gletscher im ostantarktischen Königin-Maud-Land. Im Gebirge Sør Rondane fließt er in nördlicher Richtung zwischen den Hettene und dem Austhamaren. 
Norwegische Kartografen, die ihn auch in Verbindung mit den Hettene benannten, kartierten ihn 1957 anhand von Luftaufnahmen der US-amerikanischen Operation Highjump (1946–1947).